# Georg Beseler
Carl Georg Cristoph Beseler (Rödemis, 2 novembre 1809 – Bad Harzburg, 28 agosto 1888) è stato un giurista e politico prussiano, membro della Scuola storica del diritto.

## Carriera accademica e politica

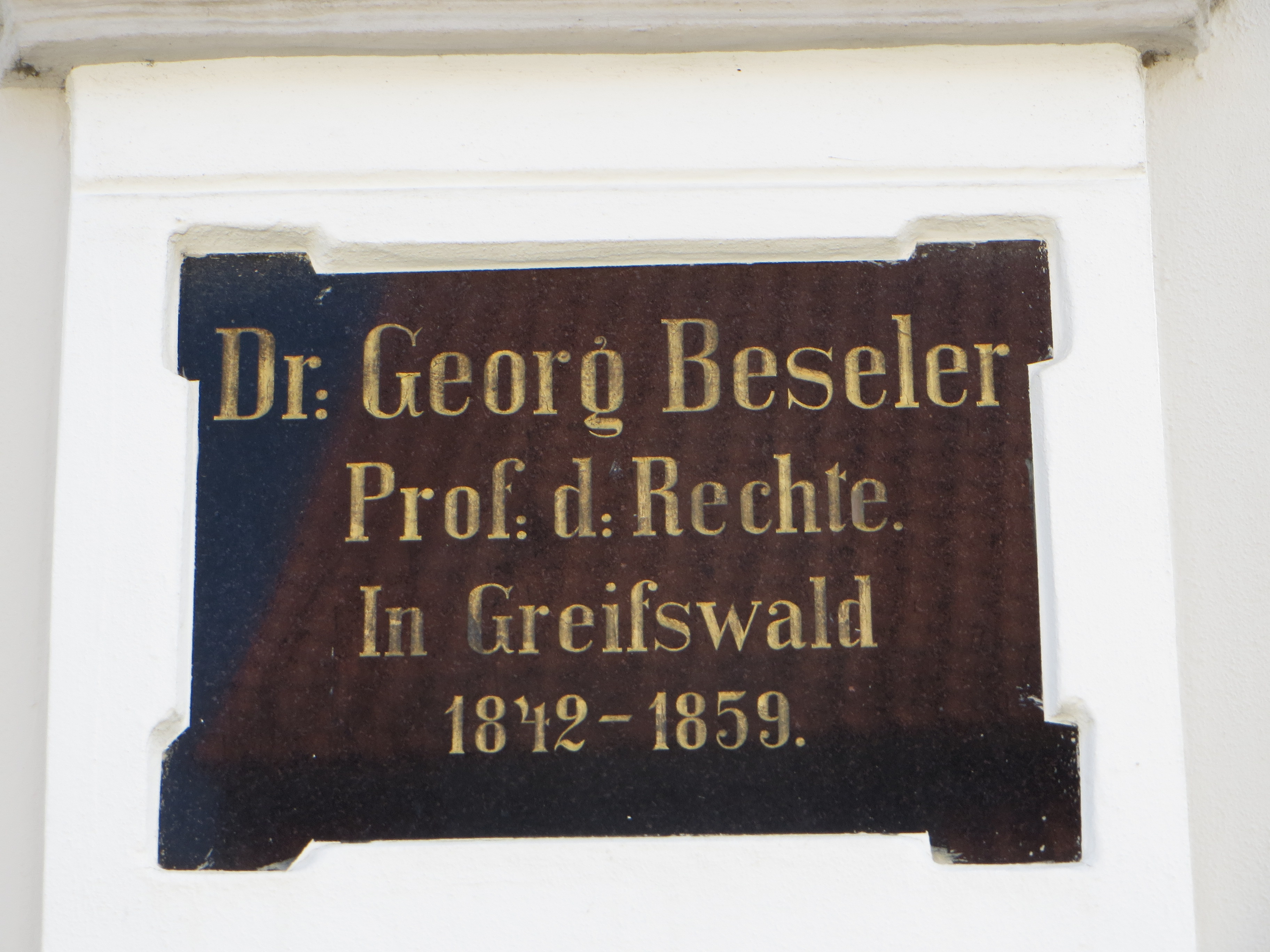
Targa dedicata a Beseler nell'Università di Greifswald

Figlio del danese Cay Hartwig Beseler, costruttore di dighe, e di Sophie Magdalena Jahn, Georg Beseler nacque a Rödemis (oggi frazione di Husum) nel 1809. Studiò giurisprudenza presso le Università di Kiel e di Monaco di Baviera; tra i suoi professori ebbe Friedrich Christoph Dahlmann e Friedrich Julius Stahl, mentre stabilì proficui rapporti di amicizia e collaborazione con Karl von Hegel, Georg Gottfried Gervinus ed i fratelli Grimm.
Poco dopo la laurea si rifiutò di giurare fedeltà al Re di Danimarca Federico VI, e per tale motivo gli fu dapprima impedito di esercitare la professione di avvocato a Kiel e, in seguito, di insegnare nell'università cittadina. Successivamente insegnò Diritto Costituzionale, Commerciale, Pubblico e Privato, oltre che Storia del Diritto, nelle università di Gottinga, Heidelberg, Basilea, Rostock, Greifswald e Berlino (venendo nominato anche Rettore delle ultime due).
Tra il 1848 ed il 1849 fu, con il fratello Wilhelm, rappresentante della città di Wolgast (tredicesimo collegio elettorale della provincia della Pomerania) al Parlamento di Francoforte, partecipando attivamente alle discussioni del comitato costituzionale sui diritti fondamentali ed alla redazione del Codice Penale prussiano. Fu inoltre membro, dal 1874 al 1881 della Camera dei rappresentanti prussiana.
Sposato e con tre figli (Max von Beseler, futuro Ministro della Giustizia prussiano, Hans von Beseler, generale durante la prima guerra mondiale, e Sophie), Beseler morì nel 1888, a 78 anni, e venne sepolto nel cimitero del quartiere Schöneberg di Berlino; tuttavia, la sua tomba è oggi andata perduta.

## Pensiero

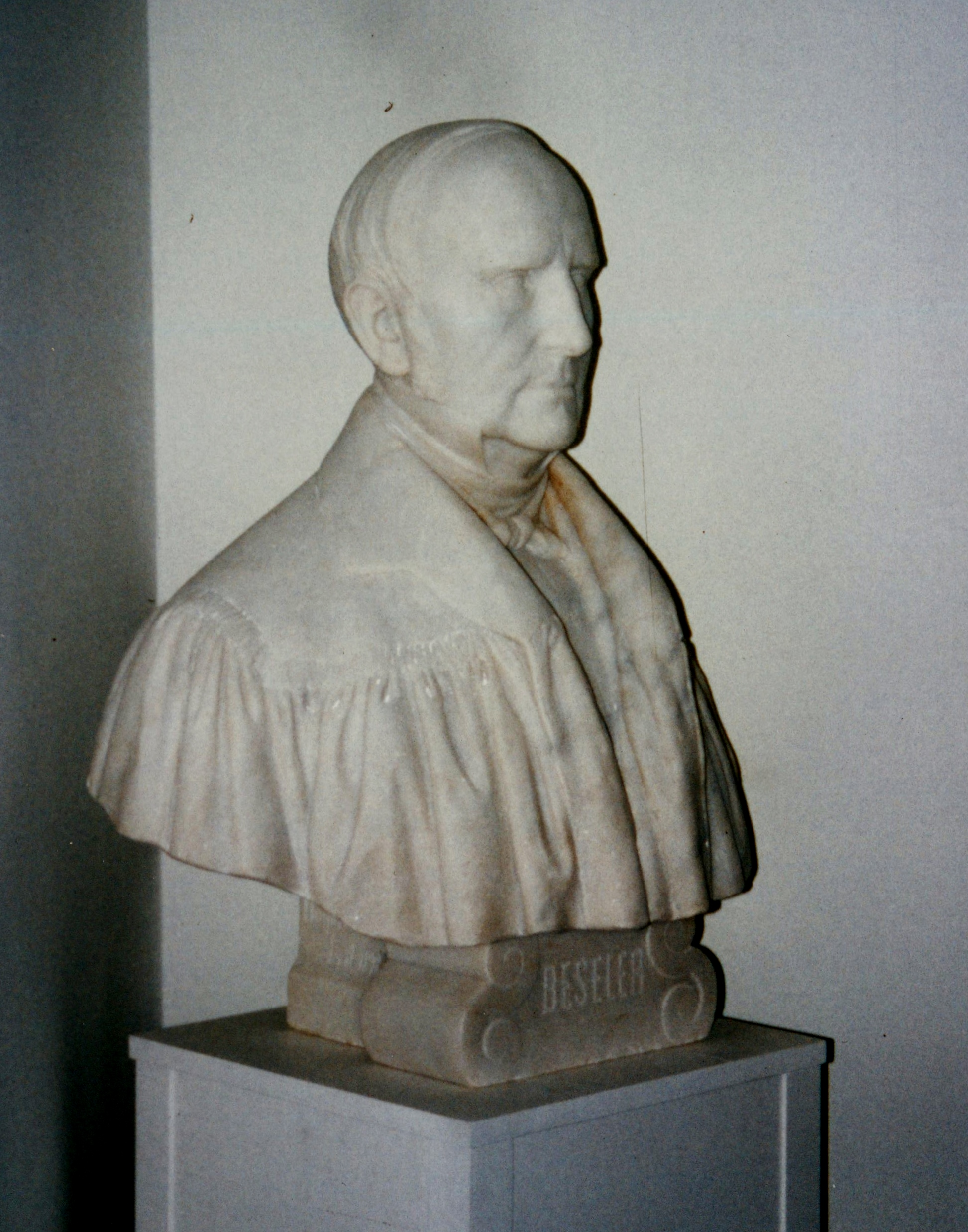
Busto di Georg Beseler ad opera di Hugo Berwald

Beseler apparteneva alla Scuola storica del diritto, dalla quale però si discostava anche pesantemente su diversi punti: difatti, a differenza di Friedrich Carl von Savigny e Georg Friedrich Puchta, i quali si concentravano soprattutto sulla "coscienza giuridica dei giuristi e dei tribunali", Beseler poneva in risalto la "coscienza giuridica del popolo", sostenendo che il diritto fosse in grado di regolare la vita umana e le relazioni interpersonali anche senza l'intervento invasivo delle corti di giustizia. Per tale motivo, intendeva elaborare dei metodi e degli strumenti per ottenere una conoscenza non mediata del diritto del popolo, osservandolo "come uno scienziato naturale" (con evidente spirito positivistico).
La sua visione, definita da Alberto Febbrajo come "variante istituzionalistica della Scuola storica", è stata da molti considerata come un'anticipazione dei temi e delle idee della sociologia del diritto, tanto da essere citata dallo stesso fondatore della disciplina Eugen Ehrlich nella sua opera principale (I fondamenti della sociologia del diritto, 1913).
Il suo erede è universalmente considerato Otto von Gierke.

## Opere
- (DE) Lehre von den Erbverträgen, Gottinga, 1835-1840.
- (DE) Volksrecht und Juristenrecht, Lipsia, 1843.
- (DE) Kommentar über das Strafgesetzbuch für die preussischen Staaten und das Einführungsgesetz, Lipsia, 1851.
- (DE) System des gemeinen deutschen Privat-Rechts, Berlino, 1855.
- (DE) Über die gesetzeskraft der capitularien, Berlino, 1871.
- (DE) Über die Stellung des bürgerlichen Gesetzbuchs Deutschlands zu dem Familienrechte des hohen Adels: eine Denkschrift, Berlino, 1877.